# حزب انقلاب ملی
حزب انقلاب ملی یک حزب سیاسی در جمهوری افغانستان بود. این حزب در سال ۱۹۷۴ توسط رئیس‌جمهور محمد داوود خان، که کنترل افغانستان را از بچهٔ کاکایش (پسرعمویش) و در دههٔ ۱۹۷۰ میلادی تصمیم به سرنگونی شاه گرفت. پادشاه محمد ظاهرشاه در کودتایی بی‌خون در سال ۱۹۷۳ به‌دست گرفته بود، تأسیس شد.

## تاریخچه
این حزب در تلاشی توسط داوود برای جلب حمایت مردمی از رژیم جمهوری‌خواهش تشکیل شد. داوود همچنین قصد داشت این حزب حمایت از حزب دموکراتیک خلق افغانستان را در افغانستان تضعیف کند، حزبی که در واقع به او در رسیدن به قدرت در سال ۱۹۷۳ کمک کرده بود. برای این منظور، حزب در پی آن بود که یک سازمان چتر برای همه جناح‌های ترقی‌خواهی در افغانستان باشد. به منظور کمک به حزب در تلاش برای جلب حمایت، سایر احزاب سیاسی ممنوع شدند.
این حزب توسط کمیته مرکزی متشکل از سرلشکر غلام حیدر رسولی، وزیر دفاع سید عبدالله، وزیر دارایی عبدالمجید و پروفسور عبدالقیوم اداره می‌شد.
این حزب از انقلاب ثور در آوریل ۱۹۷۸ جان سالم به در نبرد که شاهد سرنگونی و مرگ داوود و خانواده‌اش و به قدرت رسیدن حزب کمونیست دموکراتیک خلق افغانستان بود.